# Franciscus van Weert
Franciscus van Weert was een kopiist, die actief was in Leuven tussen circa 1520 en 1539. Hij werkte voor een aantal abdijen.

## Afkomst
In een missaal dat hij in 1539 maakte voor de abdij van Park noemde hij zichzelf Franciscum Montfordium a Weert. Waarschijnlijk was hij dus afkomstig van Ambt Monfort, in het vroegere hertogdom Gelre. In zijn gebruikelijke naam koos hij voor Weert een grotere plaats op circa 30 kilometer van Montfort, die meer bekendheid genoot. Anderzijds gebruikte hij de verwijzing naar Montford slechts in een enkel handschrift en vrij laat in zijn carrière, waaruit kan worden afgeleid dat die plaats pas later een rol ging spelen in zijn leven.

## Werken
In opdracht van Marcus Cruyt, abt van 1518 tot 1536 van de cisterciënzers Abdij Sint-Bernards aan de Schelde in Hemiksem kopieerde hij omstreeks 1524 een luxueus missaal, nu bekend als het Arenberg missaal, dat waarschijnlijk verlucht werd door een Antwerps miniaturist, een medewerker van de Meester van kardinaal Wolsey. Dit missaal is in het bezit van een privécollectie. Ook voor Cruyt maakte hij een gebedenboek, dat een portret van de abt bevat, met zijn wapens. Het gebedenboek wordt nu bewaard in de bibliotheek van de abdij van Bornem. Het gebedenboek werd in de kronieken van de abdij van Hemiksem vermeld als geschreven door Franciscus van Weert omstreeks 1524.
Voor de abdij van Tongerlo, in opdracht van abt Antonius Tsgrooten, schreef hij een psalterium, een hymnarium en een antifonarium, waarvan twee delen nu bewaard worden in de British Library in Londen als mss. Add. 15426 en 15724 en het derde deel, gekend als het Antifonarium Tsgrooten in de erfgoedbibliotheek van de Universiteit Gent. Dit werk beëindigde hij in 1522.
Enkele jaren later, in 1525, maakte hij een rituaal voor de Abdij van Park dat nu bewaard wordt in de Koninklijke Bibliotheek van België te Brussel als Ms. IV 1253. Daarnaast maakte hij voor abt Ambrosius van Engelen (abt van 1515 tot 1543) nog drie andere werken: in 1521 een missaal (Oxford, Wadham College, Ms. A.7.8 een psalter (Koninklijke Bibliotheek van België, Ms.11556) en in 1539 een missaal (Koninklijke Bibliotheek van België, Ms. II 2347)).
Van abt Gerard vander Schaeft van de abdij van Averbode kreeg hij in 1526 de opdracht voor een missaal, dat werd verlucht door Marie van Bel op zijn aanbeveling.

## Stijl
Zijn stijl was vrij conservatief en de lettervormen die hij gebruikte waren nog verwant aan het Gotische schrift. Dit was mogelijkerwijs wat zijn opdrachtgevers, uitsluitend abten en abdijen, van hem verlangden.